# فیلیپی
فیلیپی (‎/fɪˈlɪpaɪ, ˈfɪləˌpaɪ/‎. زبان یونانی: Φίλιπποι فیلیپوی) یک شهر بزرگ یونانی در شمال غربی جزیره مجاور، تاسوس بود. نام اصلی آن کرنیدس (به زبان یونانی: Κρηνῖδες، Krenides "فواره") بود. این شهر توسط فیلیپ دوم مقدونی در سال ۳۵۶ قبل از میلاد تغییر نام داد و در قرن چهاردهم پس از فتح عثمانی‌ها متروک شد. شهرداری فعلی فیلیپوی در نزدیکی خرابه‌های شهر باستانی قرار دارد و بخشی از منطقه مقدونیه شرقی و تراکیه در کاوالا، یونان است. در سال ۲۰۱۶ در فهرست میراث جهانی یونسکو ثبت شد.

## تاریخ

### پایه
استعمارگران تاسی در سال ۳۶۰/۳۵۹ قبل از میلاد در کرنیدس در تراکیه در نزدیکی دریای اژه در دامنه کوه اوربلوس، که اکنون کوه لکانی نامیده می‌شود، در حدود ۱۳ کیلومتر (۸٫۱ مایل) شمال، سکونتگاهی ایجاد کردند. در غرب کاوالا، در مرز شمالی مردابی که در دوران باستان، کل دشتی را که آن را از تپه‌های پانگایون به سمت جنوب جدا می‌کرد، پوشانده بود. در سال ۳۵۶ قبل از میلاد، فیلیپ دوم، پادشاه مقدونیه، شهر را فتح کرد و آن را به فیلیپی تغییر نام داد.

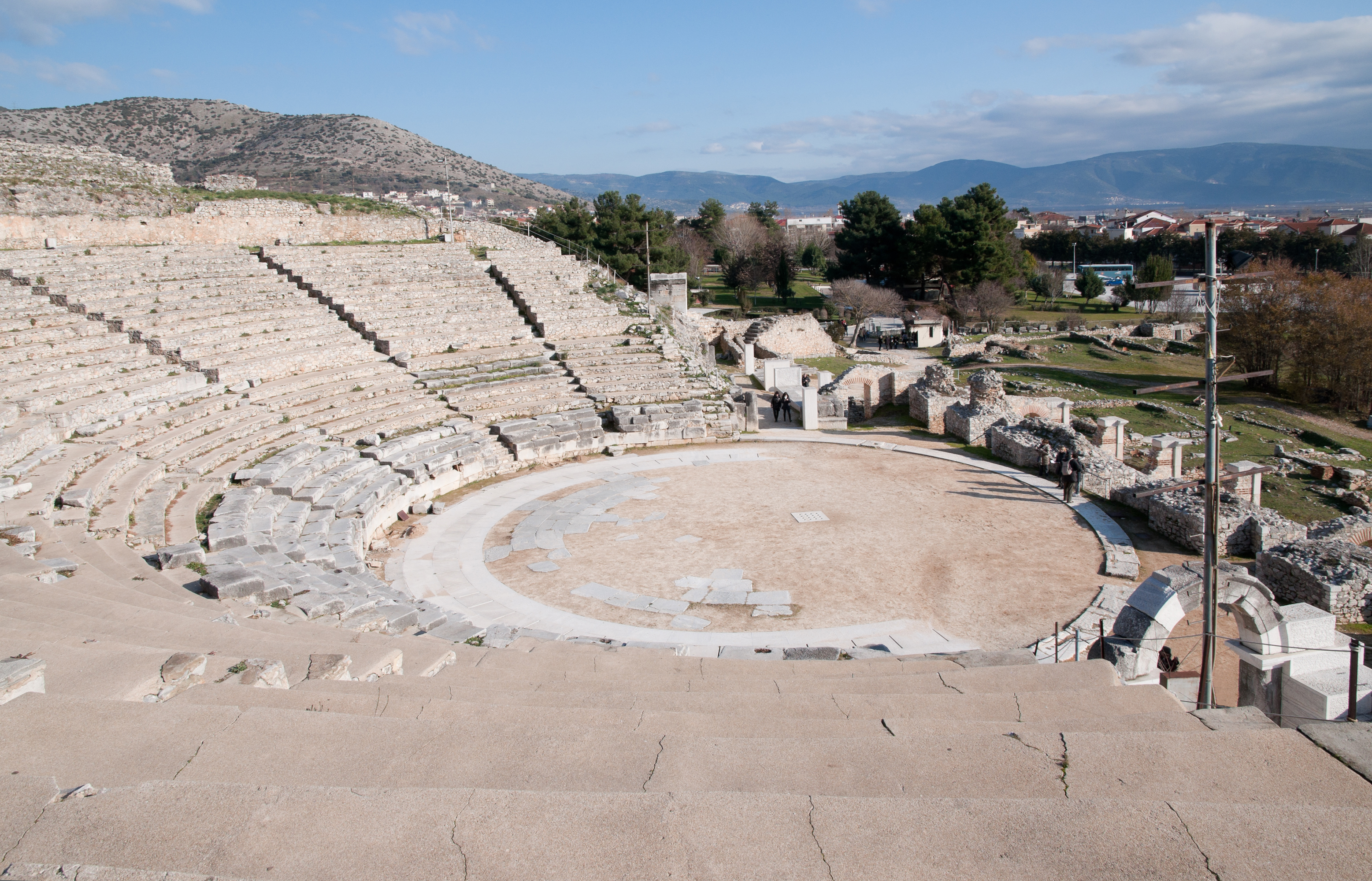
تئاتر باستانی

### دوران روم

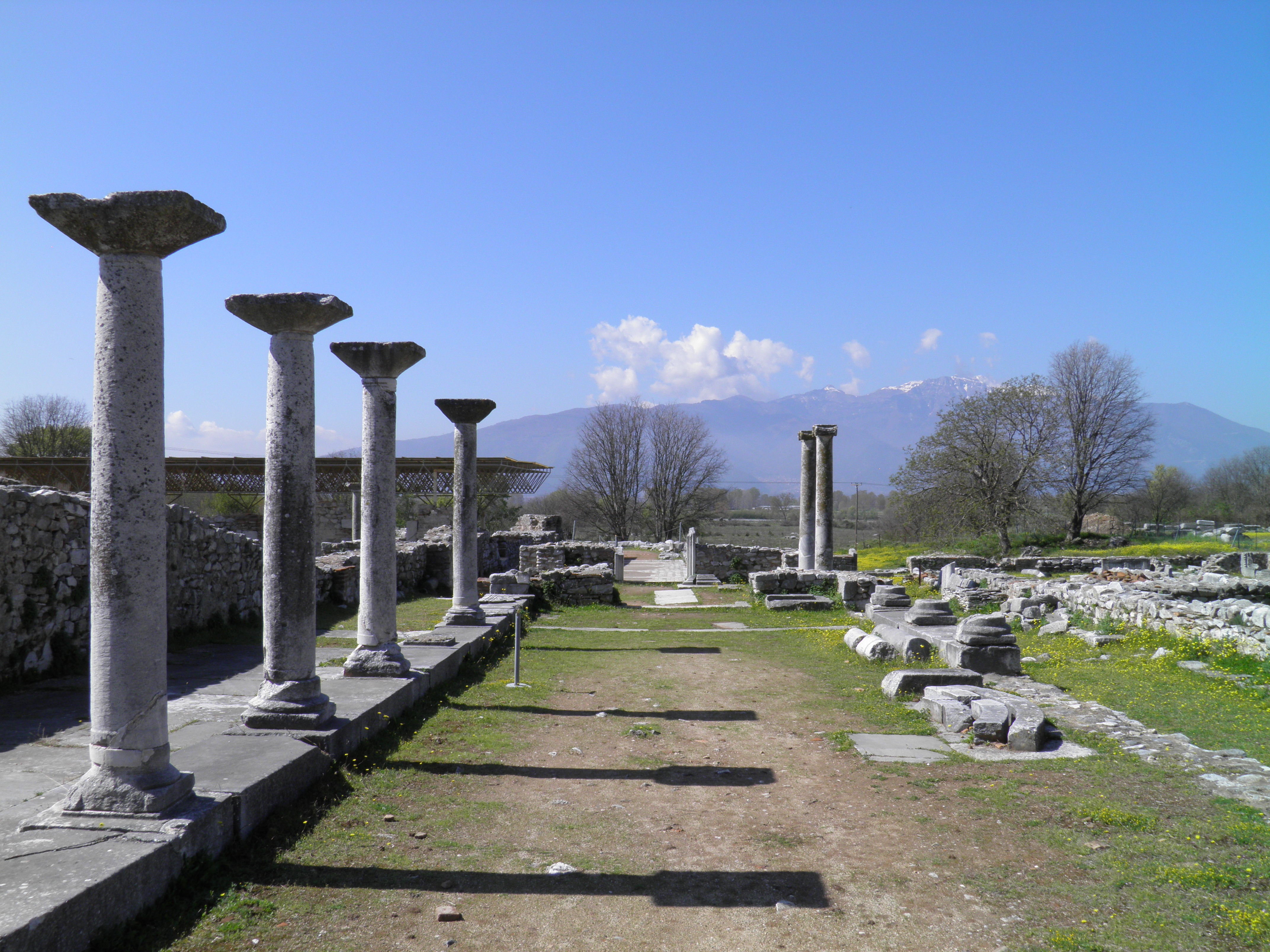
انجمن

این شهر در طول جنگ داخلی آزادی‌خواهان (۴۳–۴۲ قبل از میلاد) که پس از ترور ژولیوس سزار در سال ۴۴ قبل از میلاد در منابع ظاهر شد. وارثان سزار مارک آنتونی و اکتاویان در اکتبر سال ۴۲ قبل از میلاد در نبرد فیلیپی در دشت غرب شهر با نیروهای قاتلان مارکوس جونیوس بروتوس و گایوس کاسیوس لونگینوس مقابله کردند. آنتونی و اکتاویان در این نبرد نهایی در برابر پارتیزان‌های جمهوری پیروز شدند. آنها تعدادی از سربازان کهنه‌کار خود را آزاد کردند تا شهر را مستعمره کنند، که به عنوان Colonia Victrix Philippensium مجدداً تأسیس شد.